# Referendum na Cyprze w 2004 roku
Referendum na Cyprze w 2004 roku – referendum przeprowadzone 24 kwietnia 2004 na terytorium Cypru greckiego i tureckiego. Dotyczyło zjednoczenia wyspy po wejściu Cypru do Unii Europejskiej.
Obywateli obu stron wyspy zapytano, czy zgodziliby się na piątą rewizję propozycji ONZ w sprawie ponownego zjednoczenia wyspy, która została podzielona w 1974 r. W referendum za połączeniem zagłosowało 65% Turków cypryjskich, a przeciwko 76% greckich Cypryjczyków. Frekwencja w referendum była wysoka i wyniosła 89% wśród greckich Cypryjczyków i 87% wśród Turków cypryjskich, co zostało odczytane jako wskazujące na wielkie zainteresowanie kwestią wśród wyborców.

## Tło
Pierwotnie referendum zostało zaplanowane na 21 kwietnia, do czasu, gdy planiści ONZ zdali sobie sprawę, że była to rocznica zamachu stanu w Atenach w 1967 r., który zapoczątkował łańcuch wydarzeń, które doprowadziły do tureckiej inwazji na wyspę w 1974 r.

## Kampania

### Republika Cypru
Przywódcy polityczni w Republice Cypryjskiej i Grecji zdecydowanie sprzeciwili się planowi. Prezydent Republiki Cypryjskiej Tassos Papadopoulos, wystąpił przeciwko planowi w przemówieniu transmitowanym na żywo w telewizji. Dwa dni przed referendami największa partia Cypru, Postępowa Partia Ludzi Pracy, postanowiła odrzucić Plan Annana. Grecki premier Kostas Karamanlis postanowił utrzymać "neutralną" pozycję w stosunku do planu, ale przywódca opozycji Jorgos Papandreu z PASOK wezwał Cypryjczyków do głosowania za, również dlatego, że plan był promowany przez jego partię polityczną, gdy był jeszcze u władzy. Papandreou w tym czasie był ministrem spraw zagranicznych i twierdził, że obie społeczności są gotowe na "ostateczne wspólne porozumienie". Niemniej jednak badania opinii publicznej przeprowadzone w Republice Cypryjskiej przez cały okres negocjacji od początku do końca zawsze wykazywały około 80% sprzeciwu wobec propozycji. Greccy Cypryjczycy nie głosowali jednakowo w planie Annana. Ich głosowanie było silnie uzależnione od ich stronniczości i lokalizacji.

### Cypr Północny
Wśród Turków cypryjskich, argumentowano, że plan jest nadmiernie pro-grecki, ale większość stwierdziła, że jest gotowa zaakceptować to jako środek zakończenia ich długotrwałej międzynarodowej izolacji i wykluczenia z szeroko rozumianej gospodarki europejskiej. Przeciwnie jednak ich przywództwo sprawiło, że prezydent Turcji cypryjskiej Rauf Denktaş aktywnie popierał głosowanie nieważne. Jednak jego premier Mehmet Ali Talat poparł akceptację tego planu, a jednocześnie poparł go turecki premier Recep Tayyip Erdoğan. Turcja uznała rozwiązanie kwestii cypryjskiej za istotny pierwszy krok do ewentualnego członkostwa Turcji w UE, a także sposób na złagodzenie napięć z Grecją.
Szare Wilki (turecka prawicowa grupa nacjonalistyczna należąca do partii nacjonalistycznej MHP) aktywnie popierały głosowanie "nie". W okresie poprzedzającym głosowanie doszło do kilku zamieszek spowodowanych działaniami organizacji przeciwko zwolennikom popierającym ratyfikację. Przynajmniej 50 takich aktywistów przybyło na Północny Cypr przed głosowaniem. Jednak referendum samo w sobie przebiegło spokojnie i zostało uznane za wolne i sprawiedliwe.

## Wyniki
| Uprawnieni                        | Grecy cypryjscy | Grecy cypryjscy | Turcy cypryjscy | Turcy cypryjscy | Suma głosów | Suma głosów |
| Uprawnieni                        | Głosy           | %               | Głosy           | %               | Głosy       | %           |
| --------------------------------- | --------------- | --------------- | --------------- | --------------- | ----------- | ----------- |
| Za                                | 99,976          | 24.17           | 77,646          | 64.91           | 177,622     | 33.30       |
| Przeciw                           | 313,704         | 75.83           | 41,973          | 35.09           | 355,677     | 66.70       |
| nieważne/puste głosy              | 14,907          | 3.48            | 5,344           | 4.28            | 20,251      | 3.66        |
| Suma                              | 428,587         | 100             | 124,963         | 100             | 553,550     | 100         |
| Zarejestrowani/uprawnieni wyborcy | 480,564         | 89.18           | 143,636         | 87.00           | 624,200     | 88.68       |
| Źródło: GreekNews, Election Guide |                 |                 |                 |                 |             |             |

## Następstwa
Ponieważ grecka wspólnota cypryjska nie zatwierdziła planu, a wdrożenie planu zależało od jego zatwierdzenia przez obie społeczności, plan Annana, zgodnie z jego własnymi warunkami, stał się nieważny.

Jeżeli Umowa Fundacji nie zostanie zatwierdzona w odrębnych referendach jednoczesnych lub którakolwiek ze stron nie podpisze traktatu w sprawach związanych z nowym stanem rzeczy na Cyprze do dnia 29 kwietnia 2004 r., Będzie on nieważny i nie wywoła żadnych skutków prawnych.

## Problemy z uczestnictwem
Greccy Cypryjczycy kwestionowali prawo Turków cypryjskich, którzy wyemigrowali z Turcji od zerwania w 1974 roku. Po referendum grecki cypryjski prezydent Tassos Papadopoulos napisał do Kofiego Annana, narzekając, że:
Jednak zgodnie z ostatecznym planem nie tylko wszyscy osadnicy mieli pozostać na Cyprze, możliwość stałego przepływu osadników z Turcji pozostała otwarta, ale wszyscy mogli głosować podczas referendum. Tak było, pomimo ustanowionego prawa międzynarodowego i praktyki ONZ, i nieustających powtarzających się wezwań naszej strony przeciwnej, które były całkowicie lekceważone. Końcowym rezultatem jest to, że po raz kolejny osadnicy uczestniczyli w formułowaniu woli Turków cypryjskich podczas referendum z 24 kwietnia, a to jest sprzeczne z europejskim prawem i praktykami.
Brytyjska Komisja do Spraw Zagranicznych zauważyła, że podczas gdy ludność osadnicza nie przechodzi głosować na drugą część wyspy zaś, "nielegalni imigranci nie powinni mieć możliwości głosowania w ogóle".